# ورکنا
ورکنا (به ایتالیایی: Vercana) یک کومونه در ایتالیا است که در استان کومو واقع شده‌است.

## خصوصیات
ورکنا ۱۴٫۶ کیلومترمربع مساحت و ۷۲۹ نفر جمعیت دارد.